# Sanna Talonen
Sanna Talonen (née le 15 juin 1984) est une joueuse de football internationale finlandaise. Elle évolue au poste d'attaquante.

## Biographie

### En club
Talonen commence sa carrière en jouant pour le FC Ilves. Elle passe ensuite au FC Honka, puis au HJK Helsinki. C'est avec cette équipe qu'elle fait ses débuts en Ligue des champions féminine de l'UEFA avec une défaite 2 à 1 face au Breidablik Kopavogur, au deuxième tour de qualification le 12 septembre 2006. Elle jouera trois matchs en Ligue des champions avec cette équipe. 
Elle annonce ensuite son départ d'Helsinki, et quitte son pays natal pour la Suède et le club du Bälinge IF. Elle s'expatrie ensuite aux États-Unis où elle se joint aux Seminoles de la Floride. Elle se joint par la suite au club suédois du KIF Örebro DFF.

### International
Talonen participe aux qualifications pour le Championnat d'Europe des moins de 19 ans 2003 avec l'équipe finlandaise et réalise ses débuts en compétition internationale lors de ce tournoi avec une victoire 1 à 0 contre la formation turque le 10 octobre 2002. 
Le 16 mars 2004, Talonen devient internationale A en jouant son premier match avec l'équipe de Finlande de football féminin. Avec la Finlande, elle participe à trois phases finales de la Coupe du monde de football féminin, soit en 2005, en 2009 et enfin en 2013. 
Au total, elle joue cinq matchs en Championnat d'Europe des moins de 19 ans pour un but et 17 en Championnat d'Europe pour six buts.